# Gan Le'ummi 'Avedat
Gan Le'ummi 'Avedat (hebreiska: גן לאומי עבדת) är en nationalpark i Israel.   Den ligger i distriktet Södra distriktet, i den södra delen av landet. Gan Le'ummi 'Avedat ligger 576 meter över havet.